# Domalde

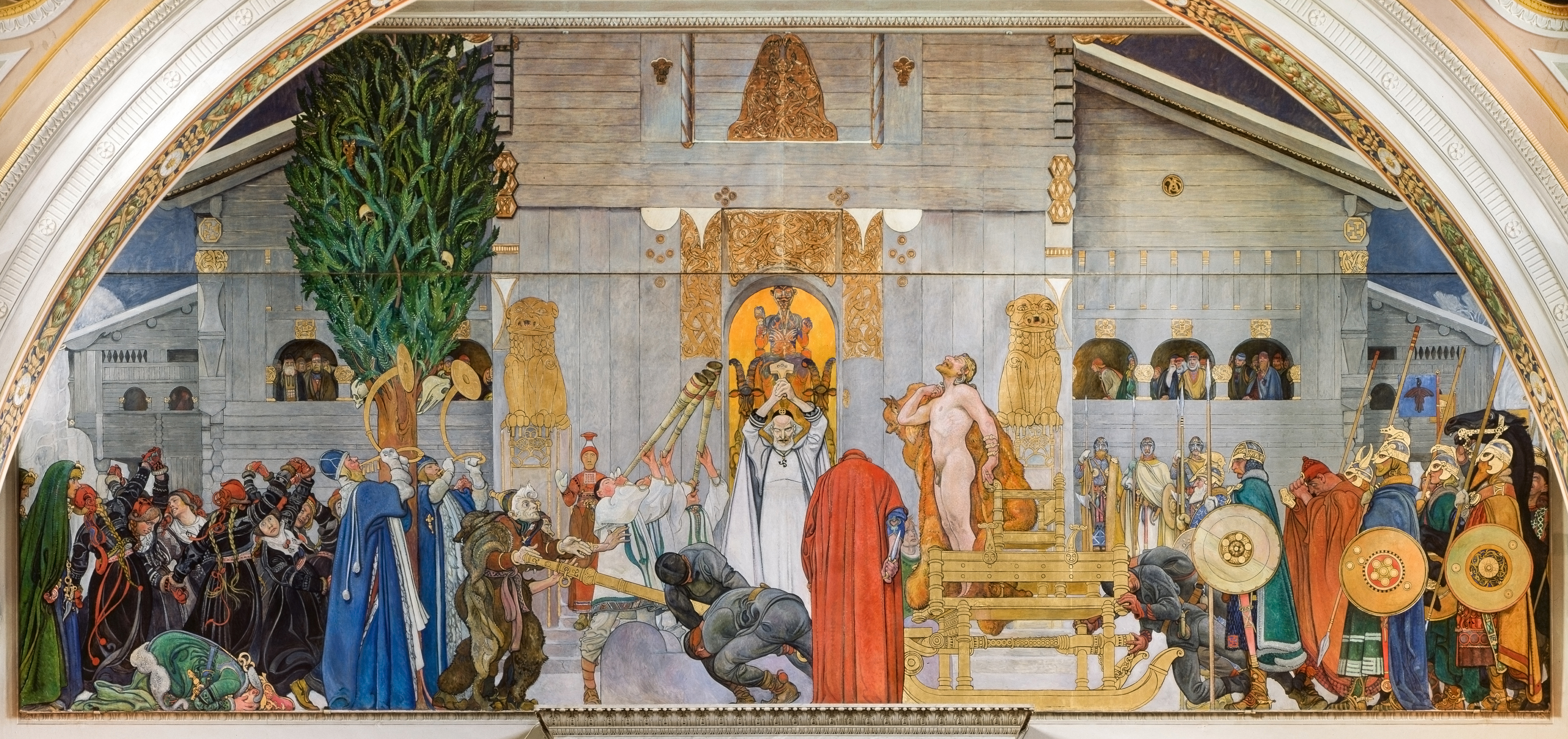
Domalde offras, såsom Carl Larsson föreställde sig scenen i målningen Midvinterblot 1915.

Domalde av Ynglingaätten var enligt Ynglingatal och Ynglingasagan son till Visbur och kung av Svitjod. Domalde var kung i Uppsala under en rad år av svår missväxt. Man provade först att blota oxar och året därefter människor, men detta hjälpte inte. Därför offrades till slut kungen själv till gudarna. Han ska sedan ha efterträtts av sin son Domar.
Carl Larssons berömda tavla Midvinterblot avbildar offret av Domalde.